# Festival de Cinema de Sydney
El Festival de Cinema de Sydney és un festival de cinema competitiu anual que se celebra a Sydney, Austràlia, normalment durant 12 dies al juny. S'atorguen diversos premis, el principal és el Sydney Film Prize.
El 2023 el director del festival és Nashen Moodley.

## Història
Influenciat per l'experiència dels cineastes australians amb el Festival de Cinema d'Edimburg des de 1947 i el festival connectat amb la reunió anual de l'Australian Council of Film Societies celebrada a Olinda al Dandenong Ranges, Victoria el 1952, més tard Festival Internacional de Cinema de Melbourne, va sorgir un comitè de l'Associació d'Usuaris de Cinema de Nova Gal·les del Sud per establir un festival de cinema a Sydney. El comitè incloïa Alan Stout, professor de filosofia a la Universitat de Sydney, els cineastes John Heyer i John Kingsford Smith, i el secretari de la Federació de Societats de Cinema, David Donaldson. Sota la direcció de Donaldson, el festival inaugural es va obrir l'11 de juny de 1954 i es va celebrar durant quatre dies, amb projeccions a la Universitat de Sydney. L'assistència va estar a ple rendiment amb 1.200 entrades venudes a una guinea cadascuna.
El 1958, el festival va atreure el seu primer convidat patrocinat internacionalment, Paul Rotha, i la publicitat al catàleg del festival. L'any següent, el programa es va ampliar a disset dies i el 1960 va superar els 2.000 subscriptors amb la introducció del llargmetratge i la festa de la nit d'obertura. Les dificultats de censura van sorgir a mitjans dels anys seixanta i van continuar fins a aquest moment ja que el festival va rebre l'exempció de censura el 1971.
Des dels inicis fins al 1967, la Universitat va romandre la seu anual del festival. L'any següent, el festival es va traslladar al Wintergarden a Rose Bay on va romandre durant els cinc anys següents. L'històric State Theatre es va convertir en la seu del festival l'any 1974, i segueix sent un dels llocs del festival fins ara. L'any 2007, el festival va presentar una sèrie de concerts en directe, espectacles i projeccions d'estil cabaret al proper Metro Theatre.
A causa de la pandèmia de COVID-19 a Austràlia, el festival de 2020 va organitzar una versió reduïda només en línia, i el 2021 es va retardar per obrir-se el 3 de novembre amb el públic limitat primer al 75% de l'aforament, augmentant fins a 100 per cent del 8 al 21 de novembre. Les pel·lícules també estaven disponibles en línia.

## Descripció
El festival de cinema competitiu crida l'atenció internacional i local, amb pel·lícules que s'exhibeixen en diversos llocs del centre de la ciutat, i inclou llargmetratges, documentals, curtmetratges, retrospectives, pel·lícules per a famílies i animacions. Les pel·lícules es mostren a llocs del districte central de negocis de Sydney, amb pel·lícules que es mostren a Dendy Opera Quays, Event Cinemas a George Street, la Galeria d'Art de Nova Gal·les del Sud, l'Ajuntament de Sydney , el Museum of Contemporary Art així com el State Theatre.
El 2023 el director del festival és Nashen Moodley, que va començar a principis de 2012, en substitució de Clare Stewart.
Entre els patrons del festival hi ha Gillian Armstrong, Cate Blanchett, Jane Campion, Nicole Kidman, Baz Luhrmann, George Miller, i Sam Neill among others.

## Concurs i premis de cinema
Encara que hi havia un petit nombre de premis des de mitjans dels anys vuitanta, abans que 2007 el Festival de Cinema de Sydney fos classificat per la Federació Internacional d'Associacions de Productors de Cinema (FIAPF) com a Festival de llargmetratges no competitius. El 10 de setembre de 2007, el Festival va anunciar que havia rebut finançament del govern de Nova Gal·les del Sud per acollir una competició internacional oficial, que premiava "les noves direccions al cinema". Des de llavors, la FIAFP ha classificat el Festival de Cinema de Sydney com a Festival de llargmetratges especialitzats competitius. Els membres del públic poden votar pels premis populars, així com pels premis específics del sector atorgats en les categories següents el 2022:
- Premi de Cinema Sydney, per valor de 60.000 dòlars australians[11]
- Premi Sydney Ciutat de Cinema de la UNESCO: 10,000 dòlar australians en metàl·lic
  - Premi Australia per al documental australià: 10,000 dòlars australians en metàl·lic
- Beca Deutsche Bank per creadors de cinema de les primers nacions: subvenció de 20.000 dòlars australians
- Premi Futur Sostenible: 10,000 dòlar australians en metàl·lic
- Premis Dendy per a curtmetratges australians:
  - Premi Dendy Live Action Short: Premi de 7.000 dòlars australians en metàl·lic
  - Premi Rouben Mamoulian al millor director (anomenat així pel director de cinema i teatre armeni-estatunidenc Rouben Mamoulian:[12] Premi de 7.000 dòlars australians en metàl·lic
  - Premi d’Animació Yoram Gross: Premi de 5.000 dòlars australians en metàl·lic
  - Premi d’Artesania AFTRS: Premi de 7.000 dòlars australians en metàl·lic
- Premis del públic (anunciats la setmana posterior al festival):[11]
  - Premi del públic a la millor pel·lícula de ficció
  - Premi del públic al millor documental

Premis anteriors han estat:
- El Premi CRC a la millor pel·lícula australiana amb una perspectiva multicultural (actualment patrocinat per la Comissió de Relacions Comunitàries per a una NSW multicultural) – establert el 1992[12]
- Premi a la Innovació Peter Rasmussen – establert el 2009[13]

## Guanyadors del Premi de Cinema Sydney
| Any  | Pel·lícula                                          | Director                                            | Nacionalitat                                        | Ref.         |
| ---- | --------------------------------------------------- | --------------------------------------------------- | --------------------------------------------------- | ------------ |
| 2008 | Hunger                                              | Steve McQueen                                       | Regne Unit                                          | [ 14 ]       |
| 2009 | Bronson                                             | Nicolas Winding Refn                                | Regne Unit                                          | [ 15 ]       |
| 2010 | Les amours imaginaires                              | Xavier Dolan                                        | Canadà                                              | [ 16 ]       |
| 2011 | Nader i Simin, una separació                        | Asghar Farhadi                                      | Iran                                                | [ 17 ]       |
| 2012 | Alpeis                                              | Yorgos Lanthimos                                    | Grècia                                              | [ 18 ]       |
| 2013 | Only God Forgives                                   | Nicolas Winding Refn                                | Dinamarca                                           | [ 19 ]       |
| 2014 | Dos dies, una nit                                   | germans Dardenne                                    | Bèlgica                                             | [ 20 ]       |
| 2015 | As Mil e uma Noites                                 | Miguel Gomes                                        | Portugal                                            | [ 21 ]       |
| 2016 | Aquarius                                            | Kleber Mendonça Filho                               | Brasil                                              | [ 22 ]       |
| 2017 | Teströl és lélekröl                                 | Ildikó Enyedi                                       | Hongria                                             | [ 23 ]       |
| 2018 | Las herederas                                       | Marcelo Martinessi                                  | Paraguai                                            | [ 24 ]       |
| 2019 | Paràsits                                            | Bong Joon-ho                                        | Corea del Sud                                       | [ 25 ]       |
| 2020 | Festival cancel·lat degut a la pandèmia de COVID-19 | Festival cancel·lat degut a la pandèmia de COVID-19 | Festival cancel·lat degut a la pandèmia de COVID-19 | [ 26 ]       |
| 2021 | El mal no existeix                                  | Mohammad Rasoulof                                   | Iran                                                | [ 27 ]       |
| 2022 | Close                                               | Lukas Dhont                                         | Bèlgica                                             | [ 28 ]       |
| 2023 | Kadib Abyad                                         | Asmae El Moudir                                     | Marroc                                              | [ 1 ] [ 29 ] |

## Directors del festival
| - David Donaldson (1954–1957) - Valwyn Edwards (1958) - Sylvia Lawson and Robert Connell (1959) - Lois Hunter (1960) - Patricia Moore (1961) - Ian Klava (1962–1965) – primer director pagat a temps complert - David Stratton (1966–1983) | - Rod Webb(1984–1988) - Paul Byrnes (1989–1998) - Gayle Lake (1999–2004) - Lynden Barber (2005–2006) - Clare Stewart (2007–2011) - Nashen Moodley (2012–present) |